# انیمیشن قرن بیستم
انیمیشن قرن بیستم، یک استودیو تولید پویانمایی است که به عنوان بخشی از استودیوهای والت دیزنی سازماندهی شده‌است. این استودیو که ابتدا در سال ۱۹۹۴ به عنوان زیرمجموعه فاکس قرن بیستم (در حال حاضر استودیو قرن بیستم)شکل گرفت، در شهر سنچری سیتی، لس آنجلس واقع شده‌است و وظیفه تولید فیلم‌های بلند را بر عهده دارد. بلواسکای استودیو، واحد اصلی انیمیشن قرن بیستم، در ۱۰ آوریل ۲۰۲۱ تعطیل شد.

## زمینه
قبل از اینکه فاکس قرن بیستم بخش انیمیشن خود را آغاز کند، فاکس اولین هفت انیمیشن خود را مانند اسب آبی (۱۹۷۵)، جادوگران، راگدی آن و اندی: ماجراجویی موسیقایی (۱۹۷۷)، آتش و یخ (۱۹۸۳) و فرنگولی: آخرین جنگل بارانی (۱۹۹۲) با ارتباطات بینابینی، روزی روزگاری جنگل (۱۹۹۳) و ارباب صفحات (۱۹۹۴) منتشر کرد.
در ماه مه ۱۹۹۳، فاکس با یک قرارداد دو ساله برای اولین بار با نیکلودئون برای فیلم‌های خانوادگی موافقت کرد. این معامله بیشتر شامل مطالب اصلی است، اگرچه یکی از مدیران نیکلودئون امکان ساخت فیلم بر اساس نمایش رن و استیمپی، راگرتز و داگ را رد نکرد. با این حال، هیچ فیلمی به دلیل خرید پارامونت پیکچرز در سال ۱۹۹۴ توسط شرکت مادر نیکلدئون، ویاکام، از قرارداد خارج نشد و آنها به جای آن پروژه‌های فیلم را توزیع کردند.

## تاریخ
این تقسیم‌بندی ابتدا در فوریه ۱۹۹۴ با عنوان Fox Family Films آغاز شد، به عنوان یکی از چهار بخش فیلم Fox قرن ۲۰ تحت مدیریت جان ماتویان. این بخش برای تولید شش فیلم بلند در سال به عنوان بخشی از برنامه تولید بیشتر فیلم در سال برنامه‌ریزی شده بود. کریس ملانداندری، نایب رئیس ارشد تولید فاکس، در مارس ۱۹۹۴ پس از استخدام در سال گذشته به عنوان معاون اجرایی به واحد منتقل شد. در هفته ۶ مه ۱۹۹۴، فاکس فامیلی استخدام دان بلوت و گری گلدمن را برای استودیوی پویانمایی جدید ۱۰۰ میلیون دلاری اعلام کرد که ساخت آن سال در فینیکس، آریزونا آغاز شد. در سه سال، استودیوی انیمیشن اولین فیلم خود، آناستازیا را تولید و منتشر می‌کند. در سپتامبر ۱۹۹۴، ماتویان توسط روپرت مرداک به عنوان رئیس شبکه Fox ارتقا یافت. ملانداندری به عنوان سرپرست واحد در سال ۱۹۹۴ انتخاب شد. این فیلم تولیدکننده فیلم‌های زنده مانند Mighty Morphin Power Rangers: The Movie (1995)، Dunston Checks In (1996) و Home Alone 3 بود. تا آگوست ۱۹۹۷، خانواده فاکس تعداد فیلم‌های زنده را کاهش داده بود. R.L. Stine در ژانویه ۱۹۹۸ با Fox Family Films برای اقتباس سینمایی از حق رای دادن کتاب Goosebumps با تهیه کنندگی تیم برتون موافقت کرد.